# سانوك
سانوك (بالبولندية: Królewskie Wolne Miasto Sanok)‏ مدينة تقع في محافظة بودكارباتسكي جنوب شرق بولندا يبلغ عدد سكانها 38,397 نسمة. تقع المدينة على نهر سان ونحو 52 كم جنوب برزيميسل وتقع أسفل جبال كاربات.
تاريخياً كان يسكن المدينة البولنديون، اليهود والليمكوس.يعود تاريخ المدينة إلى ما يقرب من 1000 عام عندما كانت جزءًا من طريق تجاري في القرون الوسطى .  يعد متحف العمارة الشعبية وكذلك قلعة سانوك التي تم تجديدها والمدينة القديمة من بين الأماكن الشهيرة بالمدينة. تتميز المنطقة أيضًا بوجود 70 كم طرق للمتنزهين وراكبي الدراجات. 

## توأمة
لسانوك اتفاقيات توأمة مع كل من:
- راينهايم
- ديونديوش [الإنجليزية]‏
- إوسترسوند
- كامينيتس

## أعلام
- كيفن هانان
- جيزلاف بيكشينسكي
- دافيد بيترزكيفيتس
- كارول بولاك
- إزرائيل بيك